# Castelo (Trazo)
Castelo (llamada oficialmente Santa María de Castelo) es una parroquia española del municipio de Trazo, en la provincia de La Coruña, Galicia.

## Entidades de población
Entidades de población que forman parte de la parroquia:
- A Castiñeira
- Aldea de Abaixo
- A Ponte
- A Rúa
- As Cerdeiras
- A Torre
- A Vilarradeira
- Balo (O Valo)
- Fontenlo
- O Amil
- O Castro
- O Outeiro
- O Pomar (O Pumar)
- O Regueiro
- O Rial

## Despoblado
- Fontiña (A Fontiña)

## Demografía
| Gráfica de evolución demográfica de Castelo entre 2000 y 2019 |
|                                                               |
| Datos según el nomenclátor publicado por el INE.              |